# Łukasz Górski
Łukasz Górski (ur. 24 października 2001 w Aleksandrowie Kujawskim) – polski lekkoatleta specjalizujący się w biegu na 1500 oraz 3000 metrów.
Medalista mistrzostw Polski LZS oraz przełajowych mistrzostw Polski. Reprezentował Polskę podczas przełajowych mistrzostw Europy w Lizbonie, startował w kategorii U20. Jest członkiem lekkoatletycznego ZKN.

## Kariera
Łukasz zadebiutował w 2017 w kategorii u18, a mistrzem Polski LZS na dystansie 1500 metrów został rok później. Wielokrotnie wygrywał olimpiadę LOM, a w 2018 wziął udział w OOM organizowanej w Chorzowie, gdzie zajął 5 miejsce. W 2019 wystartował w przełajowych mistrzostwach Polski LZS w Drzonkowie, gdzie osiągnął 2 lokatę. Następnie przyszedł czas na 91 MP PZLA organizowane 23 marca w Olszynie, tam również zajął 5 miejsce. Przez nawrót kontuzji nie mógł wziąć udziału w MP 2019 w Raciborzu w kategorii u20. Dzięki intensywnym treningom Łukasz był przygotowany do przełajowych mistrzostw polski w Kartuzach, w kategorii u20. Po zajęciu 3 miejsca został przyjęty do lekkoatletycznej Kadry Narodowej Polski i poleciał do Portugalii reprezentować swój kraj na międzynarodowej imprezie sportowej.

## Piłka Nożna przed bieganiem
Łukasz przed rozpoczęciem trenowania lekkoatletyki ćwiczył piłkę nożną. Grał na pozycji bramkarza w takich klubach jak Sprotavia Szprotawa czy Czarni Żagań. Po zakończeniu trenowania owej dyscypliny podczas meczu gra głównie na pozycji Lewego Skrzydłowego. W trakcie trenowania lekkoatletyki grał, i nadal gra w nieoficjalnej reprezentacji miejscowości Wiechlice, czyi MPzW. Klub został utworzony jako fuzja drużyn "WKS Huragan Wiechlice" oraz "Tajfun Wiechlice"

## Osiągnięcia
| Rok  | Impreza                           | Miejsce | Lokata     |
| ---- | --------------------------------- | ------- | ---------- |
| 2018 | Mistrzostwa Polski LZS            | Słubice | 1. miejsce |
| 2018 | OOM                               | Chorzów | 5. miejsce |
| 2019 | Przełajowe Mistrzostwa Polski LZS | Żerków  | 2. miejsce |
| 2019 | 91 MP PZLA                        | Olszyna | 5. miejsce |
| 2019 | Przełajowe Mistrzostwa Polski u23 | Kartuzy | 3. miejsce |

## Rekordy życiowe
| Konkurencja                        | Wynik   | Data                 | Miejsce      |
| ---------------------------------- | ------- | -------------------- | ------------ |
| bieg na 600 metrów                 | 1:26,52 | 14 września 2018     | Słubice      |
| bieg na 800 metrów                 | 1:57,02 | 10 września 2019     | Zielona Góra |
| bieg na 1000 metrów                | 2:34.70 | 29 sierpnia 2019     | Zielona Góra |
| bieg na 1500 metrów                | 4:03,12 | 09 czerwaca 2018     | Słubice      |
| bieg na 2000 metrów                | 5:59,67 | 13 czerwca 2017      | Słubice      |
| bieg na 2000 metrów z przeszkodami | 6:24,07 | 25 maja 2019         | Jelenia Góra |
| bieg na 10 kilometrów              | 32:40   | 12 października 2019 | Szprotawa    |